# Kabinet-Ramaphosa II

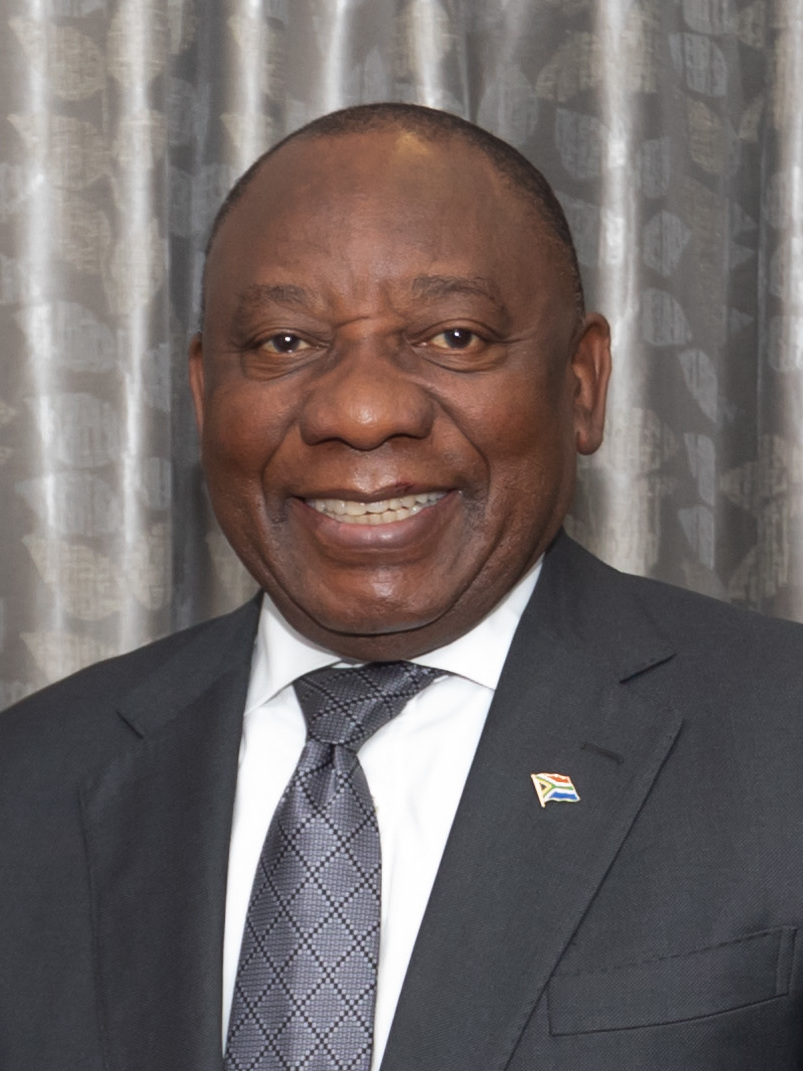
Cyril Ramaphosa

Het kabinet-Ramaphosa II was de regering van Zuid-Afrika tussen 29 mei 2019 en 30 juni 2024. Het stond onder leiding van president Cyril Ramaphosa.
Dit meerderheidskabinet werd gevormd na de parlementsverkiezingen van 2019 en was de opvolger van het kabinet-Ramaphosa I. Het bestond uit ministers van het Afrikaans Nationaal Congres (ANC), de Zuid-Afrikaanse Communistische Partij (SACP) en de partij Good.
Tijdens de regeerperiode werden twee kabinetsherschikkingen doorgevoerd (in augustus 2021 en maart 2023). Na de parlementsverkiezingen van 2024 werd dit kabinet opgevolgd door het kabinet-Ramaphosa III.

## Partijen
| Partij                                       | aantal ministers | aantal onderministers |
| -------------------------------------------- | ---------------- | --------------------- |
| Afrikaans Nationaal Congres (ANC)            | 26               | ?                     |
| Zuid-Afrikaanse Communistische Partij (SACP) | 1                | ?                     |
| Good                                         | 1                | ?                     |
| Totaal                                       | 28               | ?                     |

Inclusief de president en de vicepresident, beide lid van het ANC, was de totale kabinetsgrootte zonder onderministers 30 personen.

## Samenvoegingen ministeries
Bij de vorming van het kabinet-Ramaphosa II werden verschillende ministeries samengevoegd:
- het ministerie van Handel en Industrie met het ministerie van Economische Ontwikkeling;
- het ministerie van Hoger Onderwijs en Training met het ministerie van Wetenschappen en Technologie;
- het ministerie van Landbouw met het ministerie van Landelijke Ontwikkeling en Grondhervorming;
- het ministerie van Milieu met het ministerie van Bosbouw en Visserij;
- het ministerie van Minerale Bronnen met het ministerie van Energie;
- het ministerie van Sport en Recreatie met het ministerie van Schone Kunsten en Cultuur;
- het ministerie van Volkshuisvesting met het ministerie van Water en Sanitaire Voorzieningen (weer opgesplitst in 2021).

Daarnaast werd het ministerie van Staatsveiligheid in 2021 afgeschaft en de functies van de betreffende minister ondergebracht bij de president. In 2023 werden twee nieuwe ministerschappen gevormd die (net als de minister voor Vrouwen, Jeugd en Gehandicapten) deel uitmaken van het bureel van de president: de minister voor Elektriciteit en de minister voor Planning, Monitoring en Evaluatie.

## Samenstelling
| Post | Post                                                              | Naam                                                          | Termijn                                         | Partij   |
| ---- | ----------------------------------------------------------------- | ------------------------------------------------------------- | ----------------------------------------------- | -------- |
|      | President                                                         | Cyril Ramaphosa                                               | sinds 2018                                      | ANC      |
|      | Vicepresident                                                     | David Mabuza Paul Mashatile                                   | 2018 – 2023 sinds 2023                          | ANC      |
|      | Minister verbonden aan de president                               | Jackson Mthembu Mondli Gungubele Khumbudzo Ntshavheni         | 2019 – 2021 2021 – 2023 sinds 2023              | ANC      |
|      | Minister voor Elektriciteit                                       | Kgosientsho Ramokgopa                                         | sinds 2023                                      | ANC      |
|      | Minister voor Planning, Monitoring en Evaluatie                   | Maropene Ramokgopa                                            | sinds 2023                                      | ANC      |
|      | Minister voor Vrouwen, Jeugd en Gehandicapten                     | Maite Nkoana-Mashabane Nkosazana Dlamini-Zuma                 | 2019 – 2023 2023 – 2024                         | ANC      |
|      | Minister van Basisonderwijs                                       | Angie Motshekga                                               | 2009 – 2024                                     | ANC      |
|      | Minister van Binnenlandse Zaken                                   | Aaron Motsoaledi                                              | 2019 – 2024                                     | ANC      |
|      | Minister van Communicatie en Digitale Technologie                 | Stella Ndabeni-Abrahams Khumbudzo Ntshavheni Mondli Gungubele | 2018 – 2021 2021 – 2023 2023 – 2024             | ANC      |
|      | Minister van Defensie en Oorlogsveteranen                         | Nosiviwe Mapisa-Nqakula Thandi Modise                         | 2012 – 2021 2021 – 2024                         | ANC      |
|      | Minister van Financiën                                            | Tito Mboweni Enoch Godongwana                                 | 2018 – 2021 sinds 2021                          | ANC      |
|      | Minister van Gezondheid                                           | Zweli Mkhize Mmamoloko Kubayi Joe Phaahla                     | 2019 – 2021 2021 2021 – 2024                    | ANC      |
|      | Minister van Handel en Industrie                                  | Ebrahim Patel                                                 | 2019 – 2024                                     | ANC      |
|      | Minister van Hoger Onderwijs, Wetenschap en Technologie           | Blade Nzimande                                                | 2019 – 2024                                     | SACP     |
|      | Minister van Internationale Betrekkingen en Samenwerking          | Naledi Pandor                                                 | 2019 – 2024                                     | ANC      |
|      | Minister van Justitie en Gevangeniswezen                          | Ronald Lamola                                                 | 2019 – 2024                                     | ANC      |
|      | Minister van Kleinschalige Ontwikkeling                           | Khumbudzo Ntshavheni Stella Ndabeni-Abrahams                  | 2019 – 2021 sinds 2021                          | ANC      |
|      | Minister van Landbouw, Grondhervorming en Landelijke Ontwikkeling | Thoko Didiza                                                  | 2019 – 2024                                     | ANC      |
|      | Minister van Milieu, Bosbouw en Visserij                          | Barbara Creecy                                                | 2019 – 2024                                     | ANC      |
|      | Minister van Minerale Bronnen en Energie                          | Gwede Mantashe                                                | 2019 – 2024                                     | ANC      |
|      | Minister van Openbare Werken en Infrastructuur                    | Patricia de Lille Sihle Zikalala                              | 2019 – 2023 2023 – 2024                         | Good ANC |
|      | Minister van Openbare Werken en Infrastructuur                    | Patricia de Lille Sihle Zikalala                              | 2019 – 2023 2023 – 2024                         | Good ANC |
|      | Minister van Overheidscoöperatie en Traditionele Zaken            | Nkosazana Dlamini-Zuma Thembi Nkadimeng                       | 2019 – 2023 2023 – 2024                         | ANC      |
|      | Minister van Politie                                              | Bheki Cele                                                    | 2018 – 2024                                     | ANC      |
|      | Minister van Sociale Ontwikkeling                                 | Lindiwe Zulu                                                  | 2019 – 2024                                     | ANC      |
|      | Minister van Sport, Kunst en Cultuur                              | Nathi Mthethwa Zizi Kodwa                                     | 2019 – 2023 2023 – 2024                         | ANC      |
|      | Minister van Staatsbedrijven                                      | Pravin Gordhan                                                | 2018 – 2024                                     | ANC      |
|      | Minister van Staatsdienst en Administratie                        | Senzo Mchunu Ayanda Dlodlo Thulas Nxesi Noxolo Kiviet         | 2019 – 2021 2021 – 2022 2022 – 2023 2023 – 2024 | ANC      |
|      | Minister van Staatsveiligheid                                     | Ayanda Dlodlo                                                 | 2019 – 2021                                     | ANC      |
|      | Minister van Toerisme                                             | Mmamoloko Kubayi Lindiwe Sisulu Patricia de Lille             | 2019 – 2021 2021 – 2023 sinds 2023              | ANC Good |
|      | Minister van Toerisme                                             | Mmamoloko Kubayi Lindiwe Sisulu Patricia de Lille             | 2019 – 2021 2021 – 2023 sinds 2023              | ANC Good |
|      | Minister van Transport                                            | Fikile Mbalula Sindisiwe Chikunga                             | 2019 – 2023 2023 – 2024                         | ANC      |
|      | Minister van Volkshuisvesting, Water en Sanitaire Voorzieningen   | Lindiwe Sisulu                                                | 2019 – 2021                                     | ANC      |
|      | Minister van Volkshuisvesting                                     | Mmamoloko Kubayi                                              | sinds 2021                                      | ANC      |
|      | Minister van Water en Sanitaire Voorzieningen                     | Senzo Mchunu                                                  | 2021 – 2024                                     | ANC      |
|      | Minister van Werkgelegenheid en Arbeid                            | Thulas Nxesi                                                  | 2019 – 2024                                     | ANC      |